# TOMMY CANDY SHOP ♡ SUGAR ♡ ME
『TOMMY CANDY SHOP ♡ SUGAR ♡ ME』（トミー・キャンディ・ショップ・シュガー・ミー）は、the brilliant greenのボーカル・川瀬智子のソロプロジェクト、Tommy february6のサード・アルバムである。

## 概要
今作は川瀬のデビュー15周年企画の第2弾として発売されたアルバムで、Tommy february6名義としては2ndアルバム『Tommy airline』以来、9年ぶりに発売されたオリジナルアルバムとなる。
フェブラリーの初期設定は「真面目な性格で夢見がちな作家希望でありつつも、理想と現実のギャップに耐え切れず隠れて飲酒をする」と言ったシリアスな闇の部分を持ったキャラクターであった。しかし、後にこの闇の部分表現をヘヴンリー（Tommy heavenly6）として擬人化され役割が代わりフェブラリーで闇を表現する必要がなくなり活動がストップしていた。またアルバムのストーリーとしてフェブラリーがヘヴンリーにシフトチェンジしていく様子も描いている。ヴィジュアルコンセプトも1950年代のアメリカン・ダイナーをモチーフとしているが、これはフェブラリーが気まぐれなで優柔不断な面を反映したと述べている。
またサウンド面はこれまでフェブラリーは80年代調のユーロ・ビートやシンセ・ポップがメインだったが、今回はこれまでの音楽性ではなくエレクトロニック・ダンス・ミュージックを新たに導入している。これは夫であり作曲・編曲を担当している奥田俊作の意向とのこと。また歌詞は10曲中6曲が英詞になっているが川瀬曰く、本当は全曲英詞にしたかったがスタッフに止められたので日本語の詞も増やしたという。また世界観をより伝える為に外国人の友人であるJJとJimiに共作の形で翻訳と発音指導を行って貰ったとのこと。

## 収録曲

### DISC 1
1. FAIRY DUST – 4:24
アルバムのメイン曲。歌詞はフェブラリーがヘヴンリーに乗っ取られかけている様子を描いている。
2. SUGAR ♡ ME – 3:38
アルバムリード曲。今作の表向きなテーマとして製作され、タイトルの「SUGAR ME」はフェブラリーが現実という闇が逃れるため呪文的な意味とのこと。
3. RUNAWAY – 3:38
「SUGAR ♡ ME」と同様のアルバムリード曲。川瀬曰く、歌詞や世界観がヘヴンリー寄りの刹那的な内容だが、サウンドがEDMサウンドのためフェブラリー名義で発表することにしたと述べている[2]。
4. ANGEL FADE – 3:34
アルバムメイン曲。歌詞の内容はストレスによりフェブラリーがヘヴンリーにチェンジしている様子を描いている[3]。また川瀬によるとアルバム制作終了間近に奥田から「FAIRY DUST」と「ANGEL FADE」の音源を渡されたが、当初は納期的にストック曲で進める予定だったが、視聴したところ両曲ともアルバムのメイン曲にふさわしいムードを持っていたので急遽2曲とも収録曲に加えたと述べている[1]。
5. SPACEY COWGIRL – 4:39
6. PINK ARMY – 3:44
7. AI NO ♡ AI NO HOSHI – 3:29
the brilliant greenの7枚目のシングルとして発売した「愛の♥愛の星」のセルフカバー。川瀬曰く「明るめの曲だから選ばれたかも」とのこと[1]。
8. MY VACATION – 5:01
9. SUMMER BUBBLES – 5:14
川瀬曰く、夏の始まりをイメージした切ない楽曲[4]。
10. BE MY VALENTINE – 6:00
先行シングル。バレンタインをテーマした楽曲。この曲のみサウンド面は60年のモータウンサウンドをイメージしたとのこと[5]。

- Total produce & organized by Tomoko Kawase
- Performed by Tommy february6
- Sound produce, arranged, recorded & mixed by MALIBU CONVERTIBLE（Shunsaku Okuda）
- Lyrics by
  - Tommy february6（02, 08, 10）
  - Tomoko Kawase（07）
  - JJ & Tommy february6（01, 03, 04, 06）
  - Jimi Aoma & Tommy february6（05, 09）

### DISC 2
初回限定生産版のみに付属してるDVD。「SUGAR ♡ ME」「RUNAWAY」のPVの他、新たに結成されたバックダンサーチーム「The Candy Girls」によるダンスバージョンPVもも収録。
1. SUGAR ♡ ME（Music Video）
2. RUNAWAY（Music Video）
3. SUGAR ♡ ME（Dance Video）
4. RUNAWAY（Dance Video）